# Lecanora laxa
Lecanora laxa är en lavart som först beskrevs av Sliwa & Wetmore, och fick sitt nu gällande namn av Printzen. Lecanora laxa ingår i släktet Lecanora och familjen Lecanoraceae.   Inga underarter finns listade i Catalogue of Life.